# Kyle Larson
Kyle Miyata Larson (Elk Grove, 31 luglio 1992) è un pilota automobilistico statunitense che gareggia nei campionati NASCAR Cup Series.
Larson ha corso nel team Chip Ganassi Racing dalla stagione 2014 all'inizio della stagione 2020 con la vettura numero 42. In questo team ha vinto nove gare.
A partire dalla stagione 2021 correrà nel team Hendrick Motorsports con la vettura numero 5.
Nel 2021 Season Finale 500 al Phoenix Raceway, Larson ha ottenuto la sua decima vittoria della stagione ed è diventato il campione della NASCAR Cup Series 2021 su Martin Truex Jr., Denny Hamlin e Chase Elliott. Larson è diventato il primo pilota ad avere 10 vittorie e un campionato nella stessa stagione da quando Jimmie Johnson lo ha fatto durante la stagione 2007.
Nel 2023 ha vinto per la terza volta la ALL-Star Race a North Wilkesboro.